# Chelsea Islan
Chelsea Elizabeth Islan (Queens, 2 giugno 1995) è un'attrice indonesiana con cittadinanza statunitense.
Diventata particolarmente nota in patria grazie alla sitcom Tetangga Masa Gitu?, Islan ha inoltre recitato da protagonista nel film May the Devil Take You, opera distribuita in tutto il mondo da Netflix.

## Biografia
Nata nel Queens da padre indonesiano e madre statunitense, Islan si trasferisce a Jakarta durante l'infanzia, iniziando a recitare in maniera amatoriale già durante gli anni della scuola elementare. Nel 2005, all'età di 10 anni, appare in uno spot pubblicitario della Wall's, equivalente dell'italiana Algida. Nel 2013 esordisce come attrice in cinematografica nel film Refrain, per poi apparire successivamente in opere di maggiore successo come i film Street Society e Merry Riana: Mimpi Sejuta Dolar, in cui interpreta il ruolo della protagonista.
Recita poi nella serie televisiva Tetangga Masa Gitu?, grazie alla quale ottiene una notevole popolarità in patria. Appare inoltre nel videoclip musicale di Tak Lagi Sama del gruppo indonesiano Noah. Nel 2015 ottiene un altro ruolo da protagonista nel film Love You... Love You Not. Nel 2016 recita nel film 3 Srikandi, in cui interpreta il ruolo di Lilies Handayani: per tale opera vince i premi di "miglior attrice non protagonista" ai Maya Awards 2016 e agli Indonesian Movie Awards.
Continua negli anni successivi a recitare in svariati film, tra cui Headshot, Pinky Promise, Rudy Habibie e Ayat-Ayat Cinta 2. Nel 2018 recita da protagonista nel film May the Devil Take You, film che ottiene un successo commerciale enorme in patria per poi venire distribuito in tutto il mondo da Netflix. Islan viene dunque chiamata a interpretare nuovamente il suo personaggio nei capitoli successivi della saga.

## Filmografia

### Cinema
- Refrain, regia di Fajar Nugros (2013)
- Street Society, regia di Awi Suryadi (2014)
- Merry Riana: Mimpi Sejuta Dolar, regia di Hestu Saputra (2014)
- Di Balik 98, regia di Lukman Sardi (2015)
- Guru Bangsa Tjokroaminoto, regia di Garin Nugroho (2015)
- Love You... Love You Not, regia di Sridhar Jetty (2015)
- When You Wish Upon a Sakura, regia di Gaku Narita e Edi Pras (2016)
- Rudy Habibie: Habibie & Ainun 2, regia di Hanung Bramantyo (2016)
- 3 Srikandi, regia di Iman Brotoseno (2016)
- Headshot, regia di Kimo Stamboel e Timo Tjahjanto (2016)
- Pinky Promise, regia di Guntur Soeharjanto (2016)
- Ayat-Ayat Cinta 2, regia di Guntur Soeharjanto (2017)
- May the Devil Take You, regia di Timo Tjahjanto (2018)
- May the Devil Take You Too, regia di Timo Tjahjanto (2020)

### Televisione
- Tetangga Masa Gitu? – serie TV, 3 episodi (2014-2015)